# Anton Pavlovič Čechov
Anton Pavlovič Čechov (rusky Антон Павлович Чехов; 17.jul./ 29. ledna 1860greg. Taganrog, Rusko – 15. července 1904, Badenweiler, Německo) byl ruský dramatik a prozaik.

## Životopis

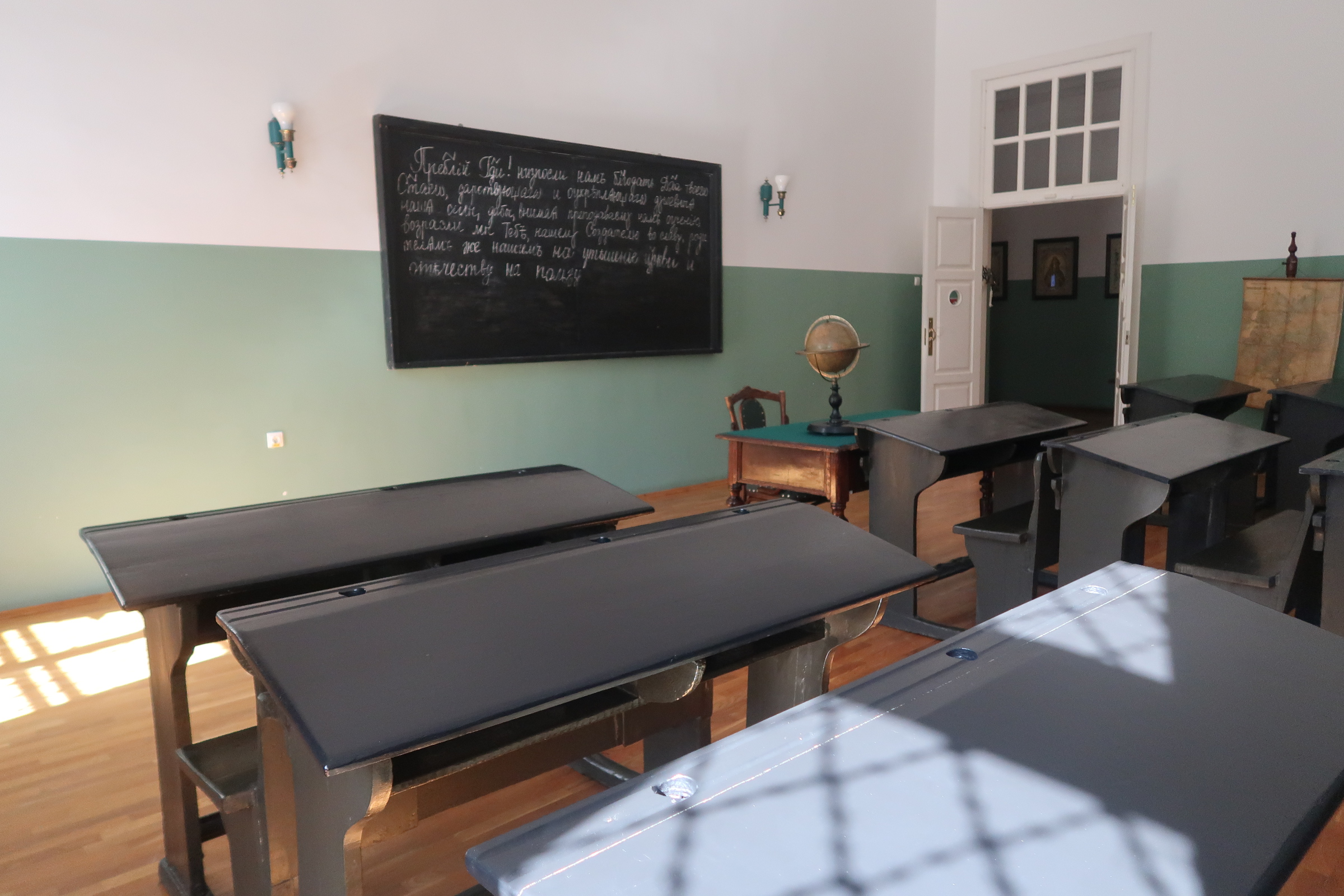
Učebna gymnázia v Taganrogu, kterou navštěvoval Čechov

Čechovův otec Pavel Jegorovič (1824–1897) pocházel z Voroněžské gubernie. Do Taganrogu přišel v roce 1844 a zprvu pracoval jako kupecký příručí. Roku 1853 se oženil s Jevgenií Jakovlevnou Morozovovou (1835–1919); o tři roky později se osamostatnil a otevřel si krám se smíšeným zbožím. Čechovovi měli sedm dětí: Alexandra (1855-1913), Nikolaje (1858-1889), Antona, Ivana (1861-1922), Michaila (1865-1936), Marii (1863-1957) a Annu, která zemřela ve věku dvou let. Všichni sourozenci nastoupili uměleckou, pedagogickou nebo právnickou kariéru. Anton Pavlovič byl v rodině třetí nejstarší.
V letech 1868 až 1879 navštěvoval gymnázium v Taganrogu. Studium nebylo příliš úspěšné, Čechov během něj dvakrát propadl: ve 3. třídě z aritmetiky a zeměpisu, v 5. z řečtiny. Roku 1876 Čechovův otec zbankrotoval a uprchl do Moskvy, kam ho postupně následovala celá rodina až na Antona Pavloviče a jeho bratra Ivana, kteří vyjednávali s věřiteli a dokončovali taganrožské gymnázium.
Po maturitě roku 1879 odjel Čechov za rodiči do Moskvy, kde na Lomonosovově univerzitě vystudoval medicínu. Už za studia se u něj projevily příznaky tuberkulózy. Pak pracoval jako lékař, ovšem od roku 1886 už jen příležitostně a takřka výhradně pro chudou klientelu. Aby si na studiích přivydělal, přispíval od roku 1879 do humoristických časopisů, nejčastěji pod pseudonymem Antoša Čechonte. Psal krátké humoristické povídky či žertovné miniatury, do roku 1886 jich vytvořil kolem šesti set. Od roku 1882 psal také pro petrohradské noviny. Zhruba v roce 1886 začíná nová etapa Čechovovy tvorby, kdy píše prózy s hlubším psychologickým dosahem a ne už výhradně satirické jako dosud. To nalezlo ohlas v udělení Puškinovy prémie Akademií věd roku 1888.
Už nemocný v roce 1890 podnikl tříměsíční cestu na Sibiř, aby psal o nucených pracích na vězeňském ostrově Sachalin. Jeho zpráva z cesty popisuje otřesný život vyhnanců v carské říši. Rok nato navštívil Rakousko-Uhersko, Itálii a Francii. V březnu 1892 zakoupil na radu lékařů usedlost na venkově, v Melichově 70 km jižně od Moskvy. Dnes je zde Čechovovo muzeum. V roce 1894 Čechov opět navštívil Evropu, tentokrát v doprovodu přítele, novináře Alexeje Sergejeviče Suvorina. Během žádné z evropských cest ale spisovatel české země nenavštívil. Roku 1897 se opět projevily jeho zdravotní potíže: v březnu musel být hospitalizovaný v Moskvě. Při této příležitosti ho navštívil Lev Nikolajevič Tolstoj.
Lékaři Čechovovi doporučili pravidelný pobyt na Krymu. V roce 1898 se spisovatel rozhodl, že se zde usadí natrvalo. Architekt Lev Šepovalov mu v Jaltě postavil dům, později nazvaný Bílá vila. Čechov se do něj spolu se sestrou a matkou nastěhoval v září 1899. Také zde je muzeum připomínající spisovatele. Roku 1900 jmenovali Čechova čestným členem Ruské akademie věd v oblasti literatury. Dva roky nato se však spisovatel členství vzdal; vyjádřil tím protest proti vyloučení Maxima Gorkého z téže instituce.

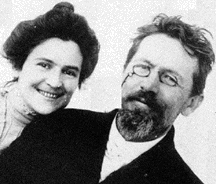
Čechov a Olga Knipperová

Čechov prožil několik milostných vztahů. Po ukončení školy požádal o ruku Židovku Duňu Efrosovou, její rodiče však ke sňatku nedali souhlas. Ani přátelství s Liljou Markovou neskončilo manželstvím. Komplikovaný poměr s Likou Mizinovovou byl jedním z popudů jeho cesty na Sachalin. Definitivně skončil až v roce 1894. Roku 1901 se Čechov oženil s Olgou Knipperovou (1869–1959). Poznal ji jako herečku Moskevského uměleckého akademického divadla (MCHAT), kde vystupovala v titulních rolích jeho her. V létě 1904 odjel spolu s manželkou do německých lázní Badenweiler, kde spoléhal na pomoc vyhlášeného lékaře MUDr. Ewalda. Ani ten mu však nemohl pomoci, a tak v noci na 15. červenec v hotelu Sommer zemřel. Jeho pozůstatky byly převezeny vlakem do Moskvy, kde je i pohřben.

## Dílo
Anton Pavlovič Čechov vytvořil tzv. lyrické drama, děj neprobíhá v reálném životě, ale v citovém životě, tj. jeho hrdinové prožívají vnitřní drama.
Ve svých dílech (mluvíme-li pouze o dramatech) se pohybuje na rovině komiky a hořké tragédie nebo naopak. Nejistota v jasném určení žánru je pro něj typickým jevem. Přesto všechno jsou Čechovova dramata divadelním zprostředkováním skutečného života lidí v pobaveném, komickém světle, což ovšem nevylučuje obsaženou vnitřní tragičnost, která věrně zobrazuje lidský život v jeho celkové spletitosti. Proto i právem může být Čechov zván „nejrealističtějším“ spisovatelem, dramatikem.[zdroj⁠?!]
Ve svých dílech často naráží na problematiku tzv. zbytečných lidí (podobně jako Alexandr Sergejevič Puškin).
Ruská pravoslavná církev přišla v roce 2016 s požadavkem, aby některá díla A. P. Čechova byla vyloučena ze školních osnov, protože dle mínění církevních hodnostářů propagují volnou lásku.

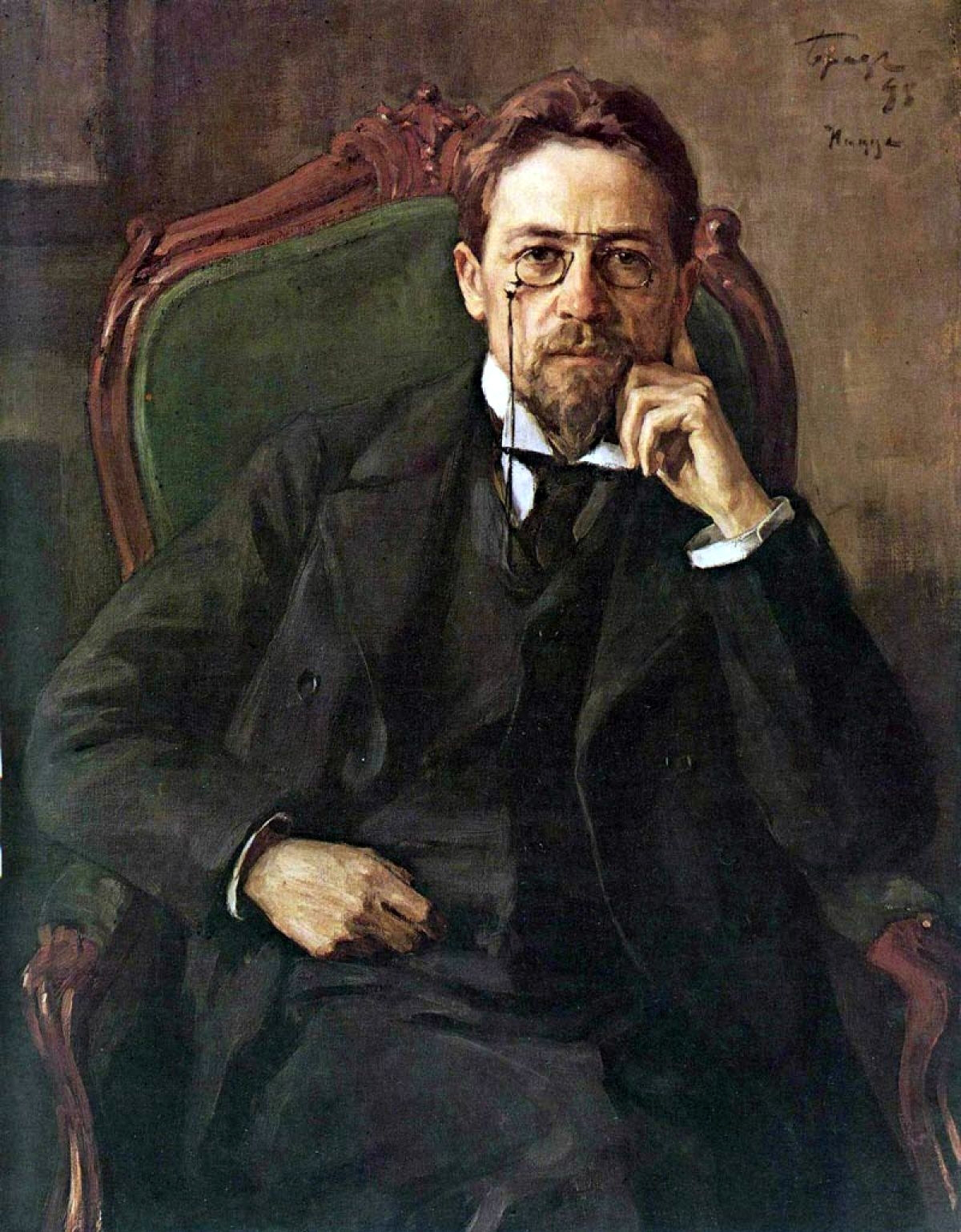
Čechovův portrét z roku 1898

### Povídky

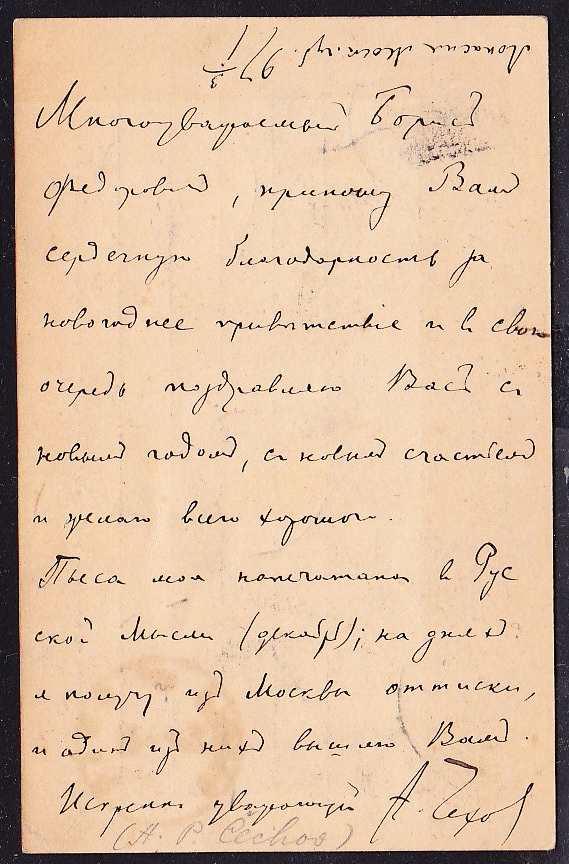
Rukopisný lístek Čechova adresovaný na jeho nakladatele do Prahy

- Milostpaní (Барыня, 1882), zpracováno v Československém rozhlasu v roce 1976, překlad a režie: Josef Palla, četl Karel Höger[12]
- Tlustý a tenký (Толстый и тонкий, 1883)
- Dcera Albionu (Дочь Альбиона, 1883)
- Chameleon (Хамелеон, 1884)
- Cestující první třídy (Пассажир 1-го класса, 1886), dramatizováno Českým rozhlasem, Anton Pavlovič Čechov: Cestující první třídy. Připravila Hana Soukupová. Účinkuje Petr Šporcl. Režie Lubomír Koníř.
- Spát a spát (Спать хочется, 1888)
- Step (Степь, 1888)
- Nepříjemnost (Неприятность, 1888) Dostupné online.
- Záchvat (Припадок, 1888)
- Nudná historie (Скучная история, 1889)
- Pavilon č. 6 (Палата № 6, 1892)
- Povídka neznámého člověka (Рассказ неизвестного человека, 1893) Dostupné online.
- Černý mnich (Чёрный монах, 1893)
- Rotšildovy housle (Скрипка Ротшильда, 1894)
- Profesor literatury (Учитель словесности, 1894)
- Ariadna (Ариадна, 1895)
- Anna na krku (Анна на шее, 1895)
- Vražda (Убийство, 1895)
- Dům s mansardou (Дом с мезонином, 1896)
- Mužici (Мужики, 1897)
- Člověk ve futrálu (Человек в футляре, 1898)
- O lásce (О любви, 1898)
- Dáma s psíčkem (Дама с собачкой, 1899)
- V roklině (В овраге, 1899)

### Cestopisy
- Ze Sibiře (Из Сибири, 1890). Cestopisné zážitky z cesty po Sibiři, které od června do srpna 1890 vycházely na pokračování v Petrohradských novinách Novoje vremja.
- Ostrov Sachalin (Остров Сахалин, 1893–1895). Popis nelidských poměrů v Sachalinských káznicích. Časopisecké vydání v roce 1893 okleštila cenzura, knižně v plné podobě vyšlo roku 1895.

### Dramata
Čechov je jedním ze zakladatelů moderního dramatu (spolu s např. Henrikem Ibsenem nebo Augustem Strindbergem). V Čechách vešlo jeho dílo brzy ve známost: dramaturg Národního divadla Jaroslav Kvapil zprostředkoval v roce 1906 pohostinské vystoupení divadla MCHAT, které v Praze uvedlo mj. Strýčka Váňu. Základním rysem Čechovových her je jejich nedějovost. Místo dramatických situací se divákům (čtenářům) předvádí atmosféra společnosti. Pokud ve hře dojde k nějakému zvratu nebo konfliktu, odehrává se zpravidla za scénou (Ninina herecká kariéra a Treplevova smrt v Rackovi, Andrejova svatba a smrt barona ve Třech sestrách, prodej sadu ve Višňovém sadu, atd). Rovněž jednotlivé postavy jsou charakterizovány nikoli činy, ale většinou svým textem. Jejich psychika není zřetelná a projevuje se pouze mimoděk. Jednání postav je často v rozporu s jejich replikami. Řada replik je pronášena jakoby nezáměrně. (V druhém dějství Tří sester čte doktor Čebutikin v novinách, že „Balzac se oženil v Berdačevu“, aniž by tato informace jakkoli souvisela s okolním dějem). O vztahu mezi jednotlivými postavami se dozvídáme z nepřímých výpovědí (které mohou být různě interpretovány), např. celou hrou Racek prostupuje láska Máši k Treplevovi, ale na jevišti mu to nikdy přímo neřekne a ani v tomto směru nic nepodnikne. Víme to, protože se svěří lékaři.

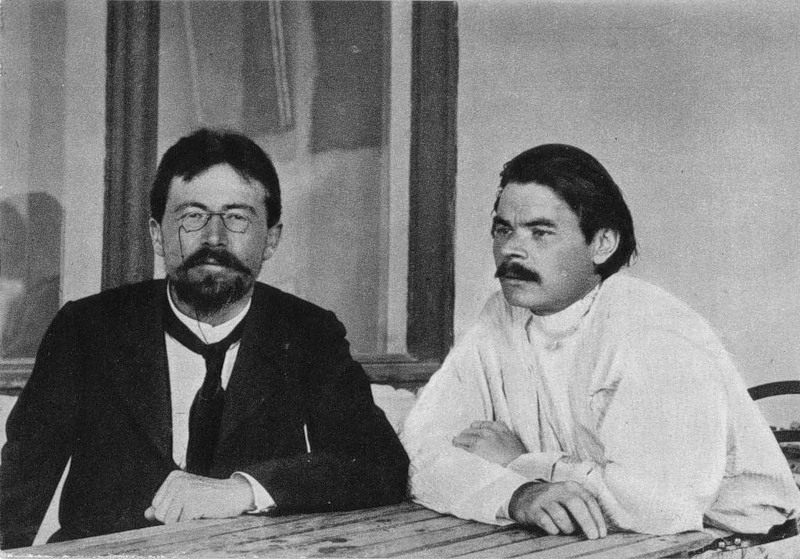
Čechov a Gorkij na Jaltě v roce 1903

Čechov si neustále zapisoval postřehy, dojmy či věty, které kolem sebe zaslechl (tento princip je blízký postavě spisovatele Trigorina v Rackovi), které potom používal do svých dramat či povídek (např. postava Charlotty ve Višňovém sadu má reálný předobraz). Žánr, kterému se nejvíce snažil přiblížit, byla komedie, resp. fraška, proto také vyžadoval, aby jeho hry byly inscenovány jako komedie.
Čechovovské drama má čtyři dějství. Postrádá uvedení do děje, hra začíná ve chvíli, kdy už existuje nějaký konflikt (Strýček Váňa miluje Jelenu, Višňový sad je zadlužen). Typickou čechovovskou postavou je lékař (Ivanov, Racek, Strýček Váňa, Tři sestry). Hry jsou často situovány na ruský venkov (inspirace Čechovovým sídlem v Melichově).
- Platonov (Безотцовщина, 1881?)
- O škodlivosti tabáku (О вреде табака 1886), jednoaktovka.
- Ivanov (Иванов, 1887)
- Medvěd (Медведь, 1888), jednoaktovka.
  - V roce 1961 natočil pro Československou televizi Martin Frič s Janem Werichem a Stellou Zázvorkovou v hlavních rolích.
  - V roce 1975 byla hra zpracována v Československém rozhlasu. Překlad: František Jokl, rozhlasová úprava Jiří Hubička, dramaturgie Jaroslava Strejčková, režie Jiří Roll. Osoby a obsazení: Popovová – Alena Vránová, Smirnov – František Hanus a Luka – Svatopluk Skládal.
- Námluvy (Предложение 1888–1889), jednoaktovka.
- Lesoduch (Леший, 1889)
- Svatba (Свадьба, 1889), jednoaktovka
- Jubileum (Юбилей 1892), jednoaktovka

#### Racek (1896), rus. Чайка.
Komedie založená na řadě neopětovaných milostných vzplanutí (nejméně šest, ale text hry není zcela explicitní, lze si jej vyložit více způsoby). Celou hrou se proplétá motiv literatury a dramatické tvorby (dva spisovatelé a dvě herečky) a vztah literatury a divadla k životu. Racek je symbol (hra je často považována za symbolistní) prostoty, jednoduchosti, a tak jako je během druhého dějství zabit spisovatelem Treplevem, zastřelí se Treplev, neúspěšný, nepochopený a nešťastně zamilovaný, na konci čtvrtého dějství. O jeho smrti se však dozvídáme prostřednictvím výpovědi lékaře.

#### Strýček Váňa (1899), rus. Дядя Ваня.
První Čechovova hra, kterou psal přímo pro Moskevské umělecké divadlo (později známé pod zkratkou MCHAT), které uvedlo všechny jeho vrcholné hry (Racek byl jejich vůbec první inscenací). Obětování se a neopětovaná láska ke klavíristce Jeleně přiměje Ivana Vojnického k zoufalému pokusu zastřelit profesora Serebrajova, Jelenina muže. Přeživší Serebrajov s Jelenou odjedou a Ivan dál vede svůj samotářský život.

#### Tři sestry (1901), rus. Три сестры
Drama předvádí několikaletý, postupný úpadek sourozenců Prozorovových, tří sester a jednoho bratra, uvězněných na ruském maloměstě, jejichž největší touhou je odjet do Moskvy (několikrát opakovaný motiv). Nejstarší Olga je stará panna, středoškolská učitelka, prostřední Máša nešťastně vdaná za maloměstského učitele a nejmladší Irina sní o lásce, ale po jejím zklamání nastupuje podobný osud jako Olga. Bratr Andrej je zcela zruinován svou drakonickou ženou Natašou. Postupnému úpadku je vystavena i řada dalších postav. Přesto závěr hry vyznívá optimisticky.

#### Višňový sad (1904), rus. Вишнёвый сад.

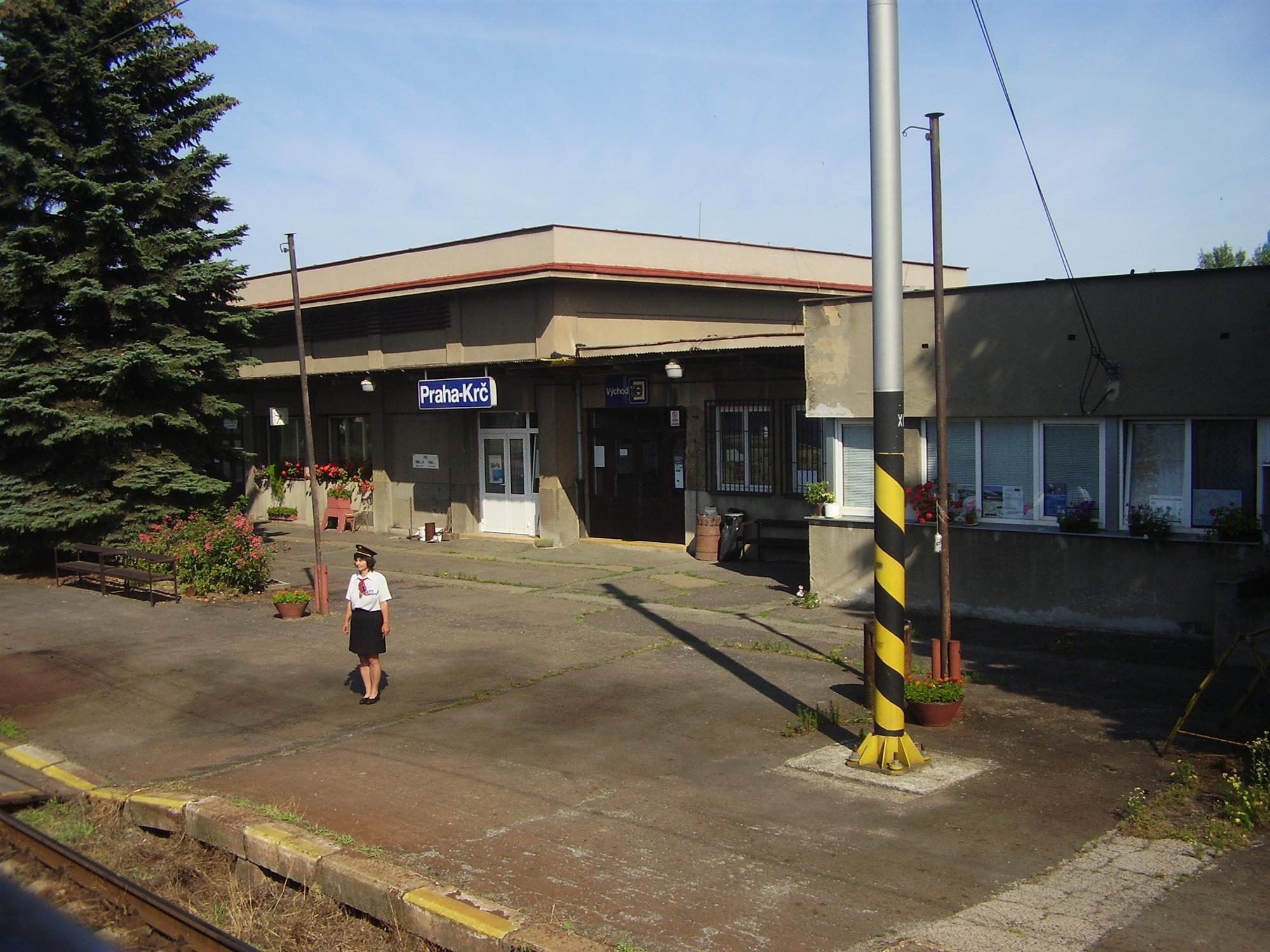
Nádraží Praha-Krč jako hlavní dějiště pozměněné hry Višňový sad

Poslední Čechovova dokončená hra (před smrtí měl rozpracovánu další) je absolutním krystalickým příkladem nečinnosti v dramatu. Hra se otvírá návratem šlechtičny Raněvské z Paříže na své panství, které je zadluženo a půjde do dražby. Hrozící zkázu si řada postav odmítá přiznat, a když k prodeji opravdu dojde (aukci ovšem nevidíme, pouze se o ní doslechneme), vrátí se Raněvská opět do Paříže. Ve vedlejších dějových liniích je rozehrána řada milostných poměrů, které ovšem nenajdou naplnění (Lopachinovy námluvy ve výsledku sklouznou ke konverzaci o počasí).
Do češtiny byly Čechovovy hry přeloženy několikrát, naposledy mj. Josefem Topolem či Leošem Suchařípou. Inscenovat Čechovova dramata klade velké nároky na režijní i hereckou práci. První, kdo mu v tomto směru vyšel vstříc, byl šéf Moskevského uměleckého divadla Konstantin Sergejevič Stanislavskij. Hvězda souboru, Olga Knipperová (představitelka Arkadinové, premiérové Jeleny, Olgy a Raněvské) se stala Čechovovou ženou.
Z českých režisérů vstoupil do dějin divadla zejména Otomar Krejča svými inscenacemi Racka v Národním divadle a Tří sester v Divadle za branou (fragmentární záznam představení se dodnes dochoval) v 60. letech. K němu se řadí vynikající inscenace Čechova v režii Jana Grossmana. Dále Višňový sad v režii Jana Kačera v Činoherním klubu a výjimečná inscenace Tří sester v Činoherním studiu v Ústí nad Labem z roku 1982 v režii Ivana Rajmonta a překladu Leoše Suchařípy. Tato inscenace je zachována díky televiznímu záznamu. Z novějších inscenací vzbudily rozruch režie Petra Lébla v Divadle Na zábradlí (Racek, Ivanov, Strýček Váňa) a téměř devítihodinový cyklus Čechov Čechům Vladimíra Morávka v Klicperově divadle v Hradci Králové (Tři sestry, Racek, Strýček Solený s vloženým druhým dějstvím Višňového sadu).
Značně netradiční adaptaci Višňového sadu pod názvem Višňový Sade předvedlo sdružení Depresivní děti touží po penězích na podzim 2007, které Čechovovu hru radikálně zkrátilo, spojilo s dramatem Filozofie v budoáru od Markýze de Sade a část představení realizovalo v jedoucím vlaku z Prahy hlavního nádraží do nádraží Praha Krč.
Významným překladatelem Čechovových her do češtiny byl dramaturg, herec a překladatel Leoš Suchařípa.